# 3051 Nantong
3051 Nantong è un asteroide della fascia principale del diametro medio di circa 13,4 km. Scoperto nel 1974, presenta un'orbita caratterizzata da un semiasse maggiore pari a 2,5936315 UA e da un'eccentricità di 0,2572957, inclinata di 13,35149° rispetto all'eclittica.